# Ian Charleson
Ian Charleson (ur. 11 sierpnia 1949 w Edynburgu, zm. 6 stycznia 1990 w Londynie) – brytyjski aktor teatralny, telewizyjny i filmowy.

## Życiorys
Urodził się w Edynburgu, w Szkocji jako syn drukarza i wychował się w robotniczej dzielnicy miasta. W wieku ośmiu lat występował w lokalnych produkcjach teatralnych. Zdobył stypendium i uczęszczał do Royal High School w Edynburgu; a jako nastolatek Charleson dołączył i występował z amatorską grupą teatralną The Jasons w Edynburgu. Śpiewał także solo jako sopran chłopięcy w kościele i chórze Royal High School. Występował w radiu i na koncertach festiwalu w Edynburgu, w musicalach i produkcjach scenicznych, w tym Wiele hałasu o nic (1974), Rock Follies of '77 (1977), Burza (1978/79), Piaf (1978/80), Chłopaki i lalki (Guys and Dolls, 1982), Królewska noc stu gwiazd (A Royal Night of One Hundred Stars, 1985), After Aida (1985/86), Cricket Andrew Lloyda Webbera i Tima Rice'a (1986), Sondheim: A Celebration (1988) i Bent (1989). Śpiewał również klasyczne standardy, melodie i pieśni Roberta Burnsa, w programach telewizyjnych.
Naukę kontynuował na Uniwersytecie Edynburskim. Przez dwa lata studiował w London Academy of Music and Dramatic Art.
W 1986 u Charlesona rozpoznano zakażenie HIV. Zmarł 6 stycznia 1990 roku, w wieku 40 lat. Po jego śmierci ogłoszono, że był pierwszą osobą publiczną w Wielkiej Brytanii, która zmarła na AIDS.

## Wybrana filmografia

### Filmy
- 1977: Jubileusz (Jubilee) jako Angel
- 1981: Rydwany ognia (Chariots of Fire) jako Eric Liddell
- 1982: Gandhi jako Charles Freer Andrews
- 1984: Greystoke: Legenda Tarzana, władcy małp (Greystoke: The Legend of Tarzan, Lord of the Apes) jako Jeffson Brown
- 1985: Miesiąc na wsi (A Month in the Country) jako Rakitin
- 1986: Car Trouble jako Gerald Spong
- 1987: Opera jako Marco

### Produkcje TV
- 1972: Józef i cudowny płaszcz snów w technikolorze (Joseph and the Amazing Technicolor Dreamcoat) jako Gad (syn Jakuba)
- 1980: Hamlet (Hamlet, Prince of Denmark) jako Fortinbras
- 1981: Wszystko dobre, co się dobrze kończy (All's Well that Ends Well) jako Bertram
- 1981: Ladykillers jako Neville Heath
- 1981: Antoniusz i Kleopatra (Antony & Cleopatra) jako Oktawian August
- 1983: Reilly: The Ace of Spies jako Lockhart
- 1984: Opowieści Scotlandu (Scotland's Story) jako Karol Edward Stuart
- 1984: Louisiana jako Clarence Dandridge
- 1984: Oxbridge Blues jako Victor Geary
- 1984: Słońce też wschodzi (The Sun Also Rises) jako Mike Campbell
- 1988: Cyryl: CIA KGB (Codename: Kyril) jako Kyril
- 1988: Konflikt (Troubles) jako Maj. Brendan Archer